# Jaderná elektrárna Palo Verde
Jaderná elektrárna Palo Verde (anglicky Palo Verde Nuclear Generating Station) je provozní jadernou elektrárnou ve Spojených státech. Leží poblíž města Tonopah v Maricopa County ve státě Arizona, přibližně 72 kilometrů od Phoenixu. Většinový vlastník a provozovatel elektrárny je společnost Arizona Public Service. Reaktory elektrárny vybudovala a dodala americká společnost Combustion Engineering. Jde o druhou největší jadernou elektrárnu ve Spojených státech, která produkuje elektrickou energii pro zhruba 4 miliony obyvatel a zároveň se jedná o jedinou jadernou elektrárnu na světě, která nebyla postavena poblíž velké vodní plochy, protože ke chlazení využívá odpadních vod z nedalekých měst. Areál elektrárny se rozkládá na pozemku o velikosti 1600 hektarů. V zařízení pracuje přes 2000 zaměstnanců.

## Historie a technické informace

### Reaktory
Jaderná elektrárna Palo Verde provozuje celkem tři jaderné reaktory o výkonu přibližně 1,4 GW, které jsou zdrojem elektřiny pro jižní část Arizony a jižní Kalifornie. Stávající bloky jsou jedinými komerčními reaktory používanými ve Spojených státech, které byly navrženy tak, aby fungovaly na 100% palivových jádrech MOX. Do plného provozu se elektrárna dostala v roce 1988, stavba trvala dvanáct let a stála asi 5,9 miliardy dolarů.

### Blok 1
Výstavba prvního bloku započala dne 25. května 1976. Jedná se o dvousmyčkový tlakovodní reaktor System 80 od Conbustion Engineering. Jeho hrubý výkon je 1414 MW a čistý výkon po odečtení vlastních potřeb činí 1311 MW. Blok byl poprvé připojen k síti dne 10. června 1985 a do komerčního provozu přešel dne 28. ledna 1986.
Blok má od NRC udělenou provozní licenci do 1. června 2045.

### Blok 2
Výstavba druhého bloku byla zahájena 1. června 1976. Jde o identický reaktor, jako první. Hrubý výkon bloku dosahuje 1414 MW a čistý výkon činí 1314 MW. Do sítě byl blok poprvé přifázován 20. května 1986 a komerční provoz následoval 19. září 1986.
Blok má od NRC udělenou provozní licenci do 24. dubna 2046.

### Blok 3
Třetí blok začal být budován také 1. června 1976. Opět jde o kopii prvního a druhého bloku. Hrubý výkon bloku činí 1414 MW a čistý výkon bez vlastních potřeb dosahuje 1312 MW. K síti byl blok poprvé připojen dne 28. listopadu 1987 a zahájení komerčního provozu následovalo 8. ledna 1988.
Blok má od NRC udělenou provozní licenci do 25. listopadu 2047.

### Bloky 4 a 5
Arizona Public Service na konci 70. let požádal o povolení k výstavbě dalších dvou bloků, které by navazovaly na stávající oblouk a tvořily by čtvrtkruh. Z ekonomických důvodů však bylo toto povolení v roce 1979 staženo. Jednalo by se o stejné bloky, které již existují.

### Bloky 6 až 10
Existoval také návrh vybudovat celkem 10 bloků, které by navazovaly v jeden oblouk a tvořily půlkruh. To však nebylo proveditelné, protože NRC nevydává licence pro elektrárny větší než 6 bloků.

### Okolní obyvatelstvo
NRC definuje dvě zóny havarijního plánování kolem jaderných elektráren. První o poloměru 16 kilometrů, která se týká především vystavení radioaktivní kontaminace vzduchu a poté druhou o poloměru 80 kilometrů, jež se zabývá kontaminací potravin a vody.
odle studie NRC zveřejněné v srpnu 2010 byl odhad každoročního rizika zemětřesení dostatečně silného na to, aby způsobilo poškození aktivní zóny reaktoru 1 ku 26 316.

### Bezpečnost
Elektrárna Palo Verde měla strategický význam za studené války, protože byla ve válečných plánech Sovětského svazu v případě jaderného konfliktu. V roce 2003 byla elektrárna chráněna vojáky kvůli válce v Iráku a obavám z teroristického útoku. Od roku 2007 se stala jednou z nejpřísněji hlídaných jaderných elektráren ve Spojených státech.
V noci z 29. září na 30. září 2019 byl vzdušný prostor nad zařízením narušen řadou dronů.

## Informace o reaktorech
| Reaktor      | Typ reaktoru | Výkon   | Výkon   | Zahájení výstavby | Připojení k síti | Uvedení do provozu | Uzavření |
| Reaktor      | Typ reaktoru | Čistý   | Hrubý   | Zahájení výstavby | Připojení k síti | Uvedení do provozu | Uzavření |
| ------------ | ------------ | ------- | ------- | ----------------- | ---------------- | ------------------ | -------- |
| Palo Verde-1 | CE-System 80 | 1311 MW | 1414 MW | 25. 5. 1976       | 10. 6. 1985      | 28. 1. 1986        |          |
| Palo Verde-2 | CE-System 80 | 1314 MW | 1414 MW | 1. 6. 1976        | 20. 5. 1986      | 19. 9. 1986        |          |
| Palo Verde-3 | CE-System 80 | 1312 MW | 1414 MW | 1. 6. 1976        | 28. 11. 1987     | 8. 1. 1988         |          |